# Parandra silvaini
Parandra silvaini là một loài bọ cánh cứng trong họ Cerambycidae.